# 舒氏鉤杜父魚
舒氏鉤杜父魚，為輻鰭魚綱鮋形目杜父魚亞目杜父魚科的其中一種，為溫帶海水魚，分布於西北太平洋鄂霍次克海南部及薩哈林島海域，棲息深度25-125公尺，體長可達5.7公分，棲息在底層水域，生活習性不明。

## 擴展閱讀
維基物種上的相關：舒氏鉤杜父魚